# Beiuș
Beiuș é uma cidade da Roménia  localizada no județ (distrito) de Bihor. Sua população é de 12 089 habitantes.